# Коллекция (филателия)
Колле́кция в филатели́и, или филателисти́ческая колле́кция (от лат. collectio — собрание), представляет собой систематизированное собрание филателистических материалов, включая знаки почтовой оплаты, почтовые штемпели и т. д. В случае систематизированного собрания непосредственно почтовых марок говорят о коллекции марок. Филателистические коллекции могут иметь научный, исторический, художественный или иной интерес.

## Виды коллекций
В филателии выработаны два основных подхода коллекционирования и систематизации:
- традиционный (классический, хронологический) и
- тематический (сюжетный).

Соответственно, существуют два главных вида коллекций марок:
- хронологические[5] и
- тематические[6].

Хронологическая коллекция охватывает все марки с разновидностями одной страны или группы стран. В тематическую коллекцию включают марки, подобранные по одной какой-либо теме, вне зависимости от их принадлежности к той или иной стране.

## История
В ходе своеобразного развития филателии постепенно выделились два ведущих направления — традиционное (классическое, хронологическое) и тематическое (сюжетное).

### Классическая филателия
Первоначально филателисты коллекционировали марки всех стран мира в хронологическом порядке их выпусков. Такой подход был главным и единственным на протяжении всего XIX века и в начале XX века.
По мере увеличения количества и разнообразия марок и других знаков почтовой оплаты охватить в рамках одной коллекции всё издававшееся в мире становилось всё менее реальным. Филателисты начали искать новые пути коллекционирования, в результате чего сама традиционная филателия стала претерпевать изменения. Постепенно собиратели фокусировали свои усилия на генеральных коллекциях групп стран или отдельной страны. Впоследствии произошло углубление генеральных коллекций отдельных стран — с их разветвлением на специализированные и исследовательские, а также коллекции специальных объектов, таких как цельные вещи, почтовые гашения, отправления авиапочты, цеппелинной, полевой, морской почт и т. п.

### Тематическая коллекция
В 1920-х годах возникло новое течение в филателии, когда особое внимание стали уделять в первую очередь рисункам и текстам марок. Так зародилась тематическая филателия, у истоков которой стояли М. Я. Сюзюмов и другие советские филателисты. В дальнейшем тематическая филателия достигла широкого развития, и внутри этого направления сложилось два основных вида коллекций:
- собственно тематические и
- документальные[13], такие как коллекции по истории почты[14], краеведческие[15], учебные[16] и т. д.

В филателистическом сообществе классическое и тематическое направления не противопоставляют друг другу, а считают взаимными дополнениями.

## Известные коллекции

### Частные
Уже на начальном этапе становления филателии во многих странах Европы и Америки появились крупные коллекционеры. Среди тех, кто создал самые внушительные частные коллекции почтовых марок всего мира, следует выделить легенду того романтического периода, французского собирателя Филиппа Феррари (1850—1917). Он скупал для своей коллекции все известные на тот момент раритеты и собрания других известных коллекционеров, например, таких как барон Ротшильд.
Вторым по величине собранием была коллекция Томаса Таплинга (1855—1891), которую он передал в Британскую библиотеку. Она является единственной из всех выдающихся старых коллекций, которая сохранилась до настоящего дня почти в неизменном виде.
Третьей в мире после собраний Феррари и Таплинга считалась коллекция марок известного российского филателиста Ф. Л. Брейтфуса (1851—1911). Ещё один знаменитый российский филателист, А. К. Фаберже (1876—1951), собрал уникальную коллекцию марок и цельных вещей Российской империи, которая в 1933 году демонстрировалась на международной филателистической выставке в Вене и произвела фурор в мировой филателии.
К числу примечательных филателистических коллекций современности относят собрания королевы Великобритании Елизаветы II, князя Монако Ренье и других известных людей. Отдельные фрагменты их коллекций можно увидеть в Почетном классе на всемирных филателистических выставках, которые начиная с 1927 года регулярно проводятся под патронатом Международной федерации филателии. На этих выставках представлены многие другие коллекции из различных стран мира, в том числе из бывшего СССР и из России. Некоторые из этих собраний удостаиваются высоких выставочных наград. Так, наиболее титулованной российской коллекцией считается собрание «Авиапочта СССР» московского коллекционера Л. Я. Мельникова, которое не раз получало Большие золотые медали на всемирных филателистических выставках.

### Государственные
Помимо частных, индивидуальных собраний, существуют государственные коллекции почтовых марок. Они начали формироваться при некоторых национальных почтовых музеях, появлявшихся с конца XIX века в некоторых странах (Германия, Франция, Болгария и др.). Основой национальной филателистической коллекции Великобритании стала коллекция Таплинга.
В России тоже имеется собственная Государственная коллекция знаков почтовой оплаты. Она была создана и хранится в Центральном музее связи имени А. С. Попова в Санкт-Петербурге. В коллекции насчитывается более 4 миллионов почтовых марок и цельных вещей всех стран мира.